# Яэямское наречие
Яэямское наречие (яэяма; самоназвание: яима-мунии) — одно из двух наречий сакисимского языка, одного из рюкюских языков. На яэямском говорит примерно 44 650 человек, живущих на островах Яэяма, к югу от островов Мияко. Наиболее близко к яэяма миякоское наречие.
Выделяются следующие диалекты, называющиеся по островам, на которых распространены:
- исигакский диалект — остров Исигаки
- ириомотский диалект — остров Ириомоте
- такетомский диалект — остров Такетоми
- куросимский диалект — остров Куросима
- кохамский диалект — остров Кохама
- хатомский диалект — остров Хатома
- хатерумский диалект — остров Хатерума

Язык острова Йонагуни, лежащего дальше к западу, обычно считается отдельным языком.

## История
Рюкюские языки отделились от праяпонского, когда пришельцы с севера населили архипелаг Рюкю.
Некоторые черты яэяма исчезли из японского языка ещё в период Нара. Например, начальный /p/, в японском превратившийся в /h/.
|        | Праяпонский язык | Современный японский язык | Яэяма |
| ------ | ---------------- | ------------------------- | ----- |
| Поле   | пара             | хара                      | пару  |
| Лодка  | пунэ             | фунэ                      | пуни  |
| Голубь | пато             | хато                      | пату  |

В части фонетики яэяма не всегда консервативен. В старояпонском было около восьми гласных звуков; в современном японском осталось пять. В яэяма, в результате редукции, их всего три. Обычно на месте японского /e/ в яэяма стоит /i/ (как в «пуни» в примере выше); на месте японского /o/ в яэяма /u/, как в «пату».
|         | Современный японский | Яэяма     |
| ------- | -------------------- | --------- |
| Вещь    | моно                 | муну      |
| Семя    | танэ                 | тани      |
| Впервые | хадзимэтэ            | хадзимити |

Многие архаичные черты праяпонского, сохранившиеся в яэяма, утрачены окинавским языком. Возможное объяснение этому — меньшее расстояние от Окинавы до японского архипелага, чем до Яэямы. Таким образом, между Яэямой и Окинавой было меньше сообщения, и говор обитателей не подвергался воздействию других наречий.